# Pêro da Covilhã
Pêro da Covilhã oder Pedro da Covilhão  (* 1450 in Covilhã, Beira; † 1530 in Äthiopien) war ein portugiesischer Diplomat und Forscher.
In seinen jungen Jahren ging er nach Kastilien und trat in den Dienst von Don Juan de Guzmán, Bruder des Herzogs von Medina-Sidonia. Als einige Zeit später Krieg zwischen Kastilien und Portugal ausbrach, ging er wieder zurück nach Portugal. Dort trat er als adliger Page in die Dienste von Afonso V. von Portugal, der ihn später auch in den Ritterstand (escudeiro) erhob. Auch unter Afonsos Nachfolger Johann II. von Portugal stand Pêro da Covilhã im Dienste des Königs.

## Expedition in Richtung Osten
Johann II. übertrug Covilhã die Verantwortung für verschiedene private Missionen. Da er viele unterschiedliche Sprachen sprechen konnte, wurden er und der Gutsherr Afonso de Paiva, der ebenfalls Arabisch beherrschte, beauftragt, eine Mission zur Erforschung des nahen Ostens und der anliegenden Regionen Asiens und Afrikas durchzuführen. Speziell sollten sie in Erfahrung bringen, wo Zimt und andere Gewürze erhältlich waren, und den Landweg zum Reich des legendären Priesterkönigs Johannes finden. Gleichzeitig wurde Bartolomeu Diaz beauftragt, das Land des Priesterkönigs über den Seeweg zu finden, den Endpunkt des afrikanischen Kontinentes und den Seeweg nach Indien zu erforschen.

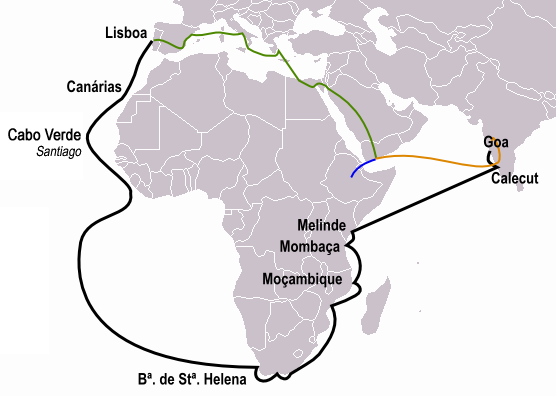
Die Reisen des Pêro da Covilhã (orange) und Afonso de Paiva (blau). Die gemeinsamen Routen sind grün. In schwarz die Route der ersten Fahrt Vasco da Gamas auf dem Seeweg nach Indien

Die Expedition startete am 7. Mai 1487 bei Santarém. Covilhã und Paiva wurden mit einem Beglaubigungsschreiben für alle Länder der Welt sowie mit einer Landkarte versehen, die von Bishop Calcadilha und den Doktoren Rodrigo und Moyses aus der Weltkarte zusammengestellt wurde. Die ersten zwei waren jene vorsitzenden Mitglieder der Kommission, die der portugiesischen Regierung riet, die Anträge von Christoph Kolumbus zurückzuweisen. Die Forscher fuhren von Santarém ab und reisten von Barcelona nach Neapel. Dort wurden ihre Wechsel von den Söhnen von Cosimo de’ Medici übernommen. Danach reisten sie nach Rhodos, wo sie mit zwei anderen Portugiesen verweilten, und schließlich, sich als Händler ausgebend, nach Alexandria und Kairo weiterreisten.
In Begleitung von Arabern aus Fès und Tlemcen, gingen sie über einen Felsenweg nach Sawakin und Aden. Während der Monsunzeit trennten sich Covilhã und Paiva. Covilhã setzte seine Reise nach Indien fort, Paiva reiste nach Äthiopien weiter. Sie vereinbarten, sich in Kairo wieder zu treffen. Covilhã erreichte schließlich Kannur und Calicut, von wo er seine Expeditionen nach Goa, Hormuz, zum Roten Meer und zurück nach Kairo plante. Auf seinem Weg entlang der afrikanischen Ostküste machte er noch einen Abstecher nach Sofala. Er war vermutlich der erste Europäer, der dort war. Paivas weiteres Schicksal ist hingegen ungewiss.
In Kairo hörte Covilhã vom Verschwinden Paivas und traf zwei portugiesische Juden: Rabbi Abraham aus Beja und Joseph, einen Schuster aus Lamego, der von König Johann mit Briefen für Covilhã und Paiva abgeschickt worden war. Durch Joseph antwortete Covilhã mit einem Bericht seiner indischen und afrikanischen Reisen und seinen Beobachtungen des Zimt-, Pfeffer- und Nelkenhandels bei Kozhikode (Calicut). Dem Bericht fügte er noch seinen Ratschlag zum Seeweg nach Indien bei. Diesen stellte er als durchführbar dar: die Portugiesen könnten von ihrer Küste zunächst nach Guinea steuern. Das erste Ziel im östlichen Ozean, fügte er hinzu, sei Sofala oder die Insel des Mondes (heute: Madagaskar); von jedem dieser Länder könne man die Küste von Kozhikode erreichen.

## Äthiopien
Mit diesen Informationen kam Joseph nach Portugal zurück, während Covilhã, mit Abraham von Beja, wieder Aden und Hormuz bereiste. In Hormuz trennte er sich von dem Rabbiner. Er selbst reiste nach Dschidda, dem Tor des arabischen heiligen Landes, und drang (wie er Francisco Álvares viele Jahre später erklärte), sogar bis nach Mekka und Medina vor. Über den Berg Sinai und das Rote Meer erreichte er Zeila. Von dort marschierte er landeinwärts zum Hofe des „Priesterkönigs Johannes“ (Äthiopien).
Dort wurde er ehrenvoll durch Negus Eskandar empfangen; Länder und Herrschaftsgebiete wurden ihm geschenkt, aber Eskander verweigerte ihm die Erlaubnis, das Land wieder zu verlassen, ebenso sein Nachfolger. 1507 wurde da Covilhã von João Gomez besucht, einem Priester, der von Tristão da Cunha gesandt worden war und der Äthiopien über Sokotra erreichte.
Als eine portugiesische Gesandtschaft mit Francisco Álvares 1520 unter Rodrigo De Lima Äthiopien erreichte, weinte Covilhã beim Anblick seiner Landsmänner vor Freude. Es waren vierzig Jahre vergangen, seit er Portugal verlassen hatte, und über dreißig Jahre war er bereits ein Gefangener Äthiopiens.
Álvares, der erklärte, ihn gut zu kennen, und die Geschichte seines Lebens hören wollte, lobte Covilhãs Kraft der klaren Beschreibung, so dass man sich die Dinge, die er beschrieb, direkt vorstellen könne, ebenso sein außerordentliches Wissen über alle gesprochenen Sprachen der Christen, der Moslems und der Heiden. Seine Dienste als Übersetzer waren für Rodrigo de Limas Gefolgschaft sehr wertvoll. Covilhã wurde gut behandelt, aber ihm wurde nicht erlaubt, das Land lebend zu verlassen.